# Lepanthes andreettae
Lepanthes andreettae är en orkidéart som beskrevs av Carlyle August Luer. Lepanthes andreettae ingår i släktet Lepanthes och familjen orkidéer. Inga underarter finns listade i Catalogue of Life.